# Chahnez M'barki
Chahnez M'barki (arabe : شهناز المباركي), née le 12 juin 1981, est une judokate tunisienne engagée dans la catégorie super-légers. Elle est six fois médaillée lors des championnats d'Afrique et détentrice d'une médaille de bronze obtenue aux Jeux africains de 2007 à Alger. Elle remporte aussi une médaille d'argent à l'occasion des Jeux méditerranéens de 2009 à Pescara, s'inclinant finalement face à l'Italienne Elena Moretti (it),.
M'barki représente aussi la Tunisie aux Jeux olympiques de 2008 à Pékin mais s'incline dès le premier tour face à l'Ukrainienne Lyudmyla Lusnikova (en),.